# Choristima brunnea
Choristima brunnea är en kackerlacksart som först beskrevs av Hanitsch 1934.  Choristima brunnea ingår i släktet Choristima och familjen småkackerlackor. Inga underarter finns listade i Catalogue of Life.